# Championnat d'Afrique féminin de basket-ball des moins de 18 ans
Cet article traite de l'épreuve féminine. Pour la compétition masculine, voir Championnat d'Afrique masculin de basket-ball des moins de 18 ans.
Le Championnat d’Afrique féminin de basket-ball des moins de 18 ans est une compétition féminine de basket-ball qui oppose les meilleures sélections nationales d’Afrique des joueuses de moins de 18 ans. Elle était organisée par la FIBA Afrique tous les 3 ans depuis 1985. Depuis 1996, la compétition a lieu tous les 2 ans. Le titre de champion d’Afrique se joue donc entre 8 sélections des différentes zones de qualification en Afrique. Les deux équipes finalistes de la compétition se qualifient directement pour la Coupe du monde féminine de basket-ball des 19 ans et moins.

## Palmarès
| Édition | Année | Pays hôte | Finale      | Finale | Finale        | Petite finale | Petite finale | Petite finale | MVP              |
| Édition | Année | Pays hôte | Champion    | Score  | Deuxième      | Troisième     | Score         | Quatrième     | MVP              |
| ------- | ----- | --------- | ----------- | ------ | ------------- | ------------- | ------------- | ------------- | ---------------- |
| 1re     | 1985  | Accra     | Sénégal     |        | Mozambique    | Angola        | Angola        | Angola        | non mis en place |
| 2e      | 1988  | Luanda    | Zaïre       |        | Angola        |               |               |               | non mis en place |
| 3e      | 1991  | Dakar     | Zaïre (2)   |        | Sénégal       | Angola        | Angola        | Angola        | non mis en place |
| 4e      | 1996  | Maputo    | Mali        | 80–69  | Mozambique    | Zaïre         | Zaïre         | Zaïre         | non mis en place |
| 5e      | 1998  | Dakar     | Angola      | 45–43  | Sénégal       | Égypte        | 49–51         | Mali          | Teresa Gonçalves |
| 6e      | 2000  | Bamako    | Mali (2)    |        | Côte d'Ivoire | Angola        | Angola        | Angola        | non attribué     |
| 7e      | 2004  | Ben Arous | Tunisie     | 84–78  | RD Congo      | Mozambique    | 62–37         | Angola        | non attribué     |
| 8e      | 2006  | Cotonou   | Mali (3)    | 77–66  | Côte d'Ivoire | RD Congo      | 85–44         | Bénin         | Fanta Toure      |
| 9e      | 2008  | Radès     | Mali (4)    | 57–35  | Tunisie       | Mozambique    | 69–63         | Nigeria       | Laoudy Maiga     |
| 10e     | 2010  | Le Caire  | Égypte      | 63–62  | Nigeria       | Mozambique    | 61–48         | Mali          | Reem Osama       |
| 11e     | 2012  | Dakar     | Sénégal (2) | 55–50  | Mali          | Égypte        | 45–44         | Tunisie       | Yacine Diop      |
| 12e     | 2014  | Le Caire  | Mali (5)    | 70–60  | Égypte        | Mozambique    | 51–48         | Algérie       | Djeneba N'Diaye  |
| 13e     | 2016  | Le Caire  | Mali (6)    | 84–61  | Égypte        | Mozambique    | 56–43         | Angola        | Meral Abdelgawad |
| 14e     | 2018  | Maputo    | Mali (7)    | 86–33  | Mozambique    | Angola        | 59–46         | Rwanda        | Assetou Sissoko  |
| 15e     | 2020  | Le Caire  | Égypte (2)  | 68–63  | Mali          | Sénégal       | Sénégal       | Sénégal       | Yara Hussein     |
| 16e     | 2022  | Antsirabe | Mali (8)    | 86–54  | Égypte        | Angola        | 53–37         | Madagascar    | Maïmouna Haïdara |
| 17e     | 2024  | Pretoria  | Mali        | 76–56  | Nigeria       | Cameroun      | 70–66         | Ouganda       | Oummou Koumaré   |

## Médailles par pays
Tableau actualisé après le championnat 2024.
| Rang | Nation           | Or | Argent | Bronze | Total |
| ---- | ---------------- | -- | ------ | ------ | ----- |
| 1    | Mali             | 9  | 2      | 0      | 11    |
| 2    | Égypte           | 2  | 3      | 2      | 7     |
| 3    | Sénégal          | 2  | 2      | 1      | 5     |
| 4    | Zaïre / RD Congo | 2  | 1      | 2      | 5     |
| 5    | Angola           | 1  | 1      | 5      | 7     |
| 6    | Tunisie          | 1  | 1      | 0      | 2     |
| 7    | Mozambique       | 0  | 3      | 5      | 8     |
| 8    | Côte d'Ivoire    | 0  | 2      | 0      | 2     |
| 8    | Nigeria          | 0  | 2      | 0      | 2     |
| 10   | Cameroun         | 0  | 0      | 1      | 1     |

## Détail par pays
| Équipe                    | 1985 | 1988 | 1991 | 1996 | 1998 | 2000 | 2004 | 2006 | 2008 | 2010 | 2012 | 2014 | 2016 | 2018 | 2020 | 2022 | 2024 | Total |
| ------------------------- | ---- | ---- | ---- | ---- | ---- | ---- | ---- | ---- | ---- | ---- | ---- | ---- | ---- | ---- | ---- | ---- | ---- | ----- |
| Afrique du Sud            |      |      |      |      |      |      | 5e   |      |      |      |      |      |      |      |      |      | 10e  | 2     |
| Algérie                   |      |      |      |      |      |      |      |      |      |      |      | 4e   | 7e   |      |      | 6e   |      | 3     |
| Angola                    | 3e   | 2e   | 3e   |      | 1er  | 3e   | 4e   | 5e   | 10e  | 7e   | 5e   | 5e   | 4e   | 3e   |      | 3e   | 6e   | 15    |
| Bénin                     |      |      |      |      |      |      |      | 4e   | 8e   |      |      |      |      |      |      |      |      | 2     |
| Botswana                  |      |      |      |      |      |      |      |      |      |      |      | 8e   |      |      |      |      |      | 1     |
| Cameroun                  |      |      |      |      |      |      |      |      |      |      |      |      |      |      |      |      | 3e   | 1     |
| Cap-Vert                  |      |      |      |      |      |      |      |      |      |      |      |      |      | 6e   |      |      |      | 1     |
| Côte d'Ivoire             |      |      |      |      |      | 2e   |      | 2e   | 5e   | 6e   |      | 7e   |      |      |      |      |      | 5     |
| Égypte                    |      |      |      |      | 3e   |      |      |      |      | 1er  | 3e   | 2e   | 2e   | 5e   | 1er  | 2e   | 5e   | 9     |
| Guinée                    |      |      |      |      |      |      |      |      | 6e   |      |      |      |      |      |      | 8e   |      | 2     |
| Kenya                     |      |      |      |      |      |      |      |      |      | 7e   | 10e  | 6e   |      |      |      |      |      | 3     |
| Madagascar                |      |      |      |      |      |      |      |      |      |      |      |      | 5e   |      |      | 4e   |      | 2     |
| Mali                      |      |      |      | 1er  | 4e   | 1er  | 6e   | 1er  | 1er  | 4e   | 2e   | 1er  | 1er  | 1er  | 2e   | 1er  | 1er  | 14    |
| Maroc                     |      |      |      |      |      |      |      |      |      |      |      |      |      |      |      |      | 9e   | 1     |
| Mozambique                | 2e   |      |      | 2e   |      |      | 3e   |      | 3e   | 3e   |      | 3e   | 3e   | 2e   |      |      |      | 8     |
| Nigeria                   |      |      |      |      |      |      |      |      | 4e   | 2e   |      |      |      |      |      |      | 2e   | 3     |
| Ouganda                   |      |      |      |      |      |      |      |      | 11e  |      |      |      | 8e   | 8e   |      |      | 4e   | 4     |
| République centrafricaine |      |      |      |      |      |      | 7e   |      |      |      |      |      |      |      |      |      |      | 1     |
| Rwanda                    |      |      |      |      |      |      |      |      |      |      |      |      |      | 4e   |      |      | 7e   | 2     |
| Sénégal                   | 1er  |      | 2e   |      | 2e   |      |      |      |      | 8e   | 1er  |      |      |      | 3e   |      |      | 6     |
| Tanzanie                  |      |      |      |      |      |      |      |      |      |      |      |      |      |      |      | 7e   |      | 1     |
| Tunisie                   |      |      |      |      |      |      | 1er  |      | 2e   | 5e   | 4e   | 6e   | 6e   |      |      |      | 8e   | 7     |
| Zaïre/ RD Congo           |      | 1er  | 1er  |      |      |      | 2e   | 3e   | 9e   | 9e   |      |      |      | 7e   |      |      |      | 7     |
| Zambie                    |      |      |      |      |      |      |      |      |      |      |      |      |      |      |      |      | 11e  | 1     |
| Zimbabwe                  |      |      |      |      |      |      |      |      |      |      |      |      |      |      |      |      | 12e  | 1     |
| Total                     | 3    | 2    | 3    | 2    | 4    | 3    | 7    | 5    | 11   | 10   | 6    | 8    | 8    | 8    | 3    | 8    | 12   |       |

Légende : en gras le pays organisateur.